# ناتالیا خودیاکوا
ناتالیا خودیاکوا (اوکراینی: Наталія Худякова؛ زادهٔ ۸ فوریهٔ ۱۹۸۵) ورزشکار ورزش شنا اهل اوکراین است.